# Arnold Dwarika
Arnold Dwarika, né le 23 février 1973 à Santa Cruz, est un footballeur international trinidadien qui évoluait au poste d'attaquant.

## Biographie

### Carrière de joueur
Arnold Dwarika joue en faveur de Joe Public, de W Connection, de North East Stars et de l'United Petrotrin à Trinité-et-Tobago. Il évolue par deux fois à l'étranger, la première fois en Écosse à East Fife où il reste deux saisons en First Division (D2) et une saison en Second Division (D3). Puis en Chine à Qingdao Hailifeng et à Guangzhou FC en League One (D2), pendant deux ans. 
Il est élu meilleur joueur de son pays trois fois en 1998, 1999 et 2001. Il prend sa retraite en 2012.

### Carrière internationale
Arnold Dwarika est convoqué pour la première fois pour un match de la Coupe caribéenne 1993 face à Saint-Christophe-et-Niévès le 30 mai 1993 (victoire 3-2). Lors de ce match, il marque le troisième but de son équipe. Grâce à son but, le Trinité-et-Tobago termine le tournoi à la troisième place. 
Il dispute trois Gold Cups : en 1996, 2000 et 2002. Il participe également à sept Coupes caribéennes : en 1993, 1994, 1995, 1996, 1999, 2001 et 2008.
Il compte 74 sélections et 28 buts avec l'équipe de Trinité-et-Tobago entre 1993 et 2008.

## Palmarès

### En club
- Avec Joe Public :
  - vainqueur de la CFU Club Championship en 1998 et 2000
  - champion de Trinité-et-Tobago en 1998 et 2006
  - vainqueur de la Coupe de Trinité-et-Tobago en 2001 et 2007
  - vainqueur de la Coupe Toyota Classic en 2007

- North East Stars :
  - vainqueur de la Coupe Goal Shield en 2010
  - vainqueur de la Coupe Toyota Classic en 2012

### En sélection nationale
- Vainqueur de la Coupe caribéenne en 1994, 1995, 1996, 1999, 2001

### Distinctions personnelles
- Footballeur trinidadien de l'année en 1998, 1999 et 2001
- Footballeur caraïbien de l'année en 1995
- Meilleur joueur du Championnat de Trinité-et-Tobago en 1999
- Meilleur buteur du Championnat de Trinité-et-Tobago en 1999 (45 buts)
- Membre de l'équipe-type de la Gold Cup 2000.